# Дигби, Кенелм
Сэр Ке́нелм Ди́гби (англ. Kenelm Digby; 11 июля 1603 — 11 июня 1665) — английский придворный и дипломат, известный также как натурфилософ и алхимик, изобретатель. Автор ряда изобретений и один из основателей Лондонского королевского общества. В 1628 году Дигби во главе эскадры приватиров вёл боевые действия в Средиземном море.
Кенелм Дигби родился в состоятельной католической семье. Его отец, сэр Эверард Дигби, принял участие в Пороховом заговоре и был казнён, когда Кенелму не исполнилось и трёх лет. В результате первоначальное воспитание мальчика было отмечено различными влияниями, предопределившими его дальнейшие интересы. Его крёстным отцом был скрывавшийся от преследования иезуит Джон Джерард, а за воспитание отвечали будущий архиепископ Кентерберийский Уильям Лод и алхимик Ричард Нейпир. В юности Дигби провёл около года в Испании, где его дядя был послом. Затем, после трёх лет обучения в Оксфорде три года провёл в путешествиях по Франции, Италии и Испании. Ещё с детства Кенелм был влюблён в свою будущую жену Венецию Стенли (1600—1633), однако в силу различных обстоятельств их брак был заключён тайно в начале 1626 года. Романтические настроения, царившие при дворе Карла I и потребность сэра Кенелма упрочить свою репутацию стали причиной того, что в 1628 году он предпринял каперскую экспедицию в Средиземное море, оказавшуюся достаточно успешной. Помимо материальных приобретений, во время путешествия он написал мемуары, в которых в романтическом свете описал историю своих взаимоотношений с Венецией. В следующие несколько лет Дигби занимал высокий пост в Адмиралтействе, одновременно с этим поддерживая обширные связи в научных, литературных и художественных кругах.
Внезапная смерть жены в 1633 году стала потрясением для Кенелма Дигби. Оставив государственную службу, он посвятил себя научным и религиозным занятиям, так или иначе связанным с проблемой бессмертия души. После года занятий алхимией в Грешем-колледже он уехал в Париж, ставший основным местом его жительства на ближайшие 20 лет. На Континенте круг общения Дигби включал в себя всех крупнейших европейских учёных того времени, а также английских католиков, покинувших страну в годы религиозных преследований. В 1644 году Дигби опубликовал свой основной труд, «Два трактата». Рассматривая состояние современной ему науки через призму идеи о бессмертии души, Дигби сделал ряд ценных наблюдений в области биологии. Хотя эта работа не оказала значительного влияния на развитие науки, она была высоко оценена современниками. Алхимические изыскания Дигби, в частности, изобретённый им симпатический порошок, вызывали значительный интерес современников, однако в последующем стали предметом насмешек, заметно сказавшихся на его научной репутации.
В 1640—1650-е годы Дигби вёл активную политическую деятельность, занимая пост канцлера двора в изгнании королевы Генриетты Марии. Пытаясь улучшить положение католиков в Англии, он принимал активное участие в различных заговорах. В результате он некоторое время провёл в заключении, а в 1649 году был изгнан из страны с конфискацией имущества. Дигби неоднократно исполнял дипломатические поручения при европейских дворах и апостолическом престоле, как для Генриетты Марии, так и для Оливера Кромвеля. В 1654 году ему было возвращено имущество. После восстановления монархии в 1660 году Кенелм Дигби занял достойное место при дворе и в научном сообществе Англии, став одним из учредителей Лондонского королевского общества.

## Биография

### Детство и юность
Дигби родился в небольшой деревне Гейхёрст, Бакингемшир в семье джентри. Семья Дигби к тому времени могла проследить своё происхождение на 17 поколений, и в каждом столетии давала заметных государственных и военных деятелей. Кенелм принадлежал к учёной ветви этого семейства, в царствование Елизаветы I подвергавшейся преследованиям за приверженность к католицизму. Дед Кенелма, Эверард Дигби, философ и клерик, в 1580 году издал книгу с систематическим изложением наук «De duplicate methodo». Его отец, сэр Эверард Дигби, в молодости был представлен ко двору королевы Елизаветы I где, возможно, встретил свою будущую жену. Мать Кенелма, Мэри, была единственной дочерью Уильяма Малшо (William Mulsho) из Гейхёрста, делового партнёра Эверарда Дигби-старшего. О Мэри известно, что она была «девушкой значительных характера, красоты и основательности ума». Брак Эверарда-младшего и Мэри Малшо был заключён 9 февраля 1596 года. Молодожёны поселились в небольшой усадьбе тюдоровской эпохи, унаследованной Уильямом Малшо от матери, урождённой Невилл. Женившись, Эверард Дигби стал вести образ жизни состоятельного сельского помещика. 23 апреля 1603 года он приветствовал короля Иакова I в Бивер-Касле и тогда же был возведён в рыцарское достоинство. Хотя Мэри Дигби родилась в протестантской семье, постепенно она начала склоняться к католичеству. Окончательное решение сменить веру она приняла под влиянием иезуита Джона Жерара, остановившегося инкогнито в их доме. Поощряемый Жераром, сэр Эверард стал участником Порохового заговора, вследствие чего был осуждён и казнён 30 января 1606 года.
О том, что Кенелм родился в 1603 году, сообщают поэт Бен Джонсон в стихах, адресованных его жене, и Ричард Феррар в стихах по случаю его смерти. Согласно последнему источнику, день рождения сэра Дигби приходился на 11 июня, совпадая с днём его смерти и днём его триумфа при Искендеруне. C другой стороны, собственноручно составленный сэром Кенелмом гороскоп относит дату его рождения к 11 июля, «между пятью и шестью часами утра», с чем согласны все современные источники. После некоторых затруднений Дигби унаследовал 3000 фунтов, оставшихся после конфискации имущества отца. О дальнейшей его судьбе источники рассказывают противоречиво. Возможно, его вместе с младшим братом Джоном обучал известный иезуит-полемист Джон Перси. В соответствии с Актом об рекузантах заботу о протестантском воспитании Кенелма поручили будущему архиепископу Кентерберийскому Уильяму Лоду. Лод, в свою очередь, передоверил эту обязанность жившему по соседству англиканскому священнику и врачу Ричарду Нейпиру (известному также под именем Парсона Сэнди, Parson Sandy). У Нейпира юный Дигби получил первые уроки астрологии и алхимии. В результате, согласно Энтони Вуду, Кенелм был «обучен в протестантской религии». Автор Национального биографического словаря, напротив, утверждает, что «очевидно» Дигби вырос в католической вере отца. Подтверждением этому могут служить его собственные «Private Memoires», в которых рассказывается, что, будучи в Испании, он сблизился с архиепископом Толедским на почве религиозной общности.
28 августа 1617 года Кенелм отправился в Испанию и до 27 апреля 1618 года находился в Мадриде, где его родственник, Джон Дигби, будущий 1-й граф Бристоль, был послом. После возвращения из Испании Кенелм поступил в оксфордский Глостер-колледж, где учился у математика и астролога Томаса Аллена (1542—1632). Между учителем и учеником установились дружеские отношения. Аллен высоко оценивал дарования Дигби, называя его «Мирандолой своего времени». В 1620 году, не получив степени (как рекузант он не имел такой возможности), Дигби покинул Оксфорд. Причиной стала несчастная влюблённость в подругу детства, Венецию Стенли (1600—1633), внучку графа Дерби и графа Нортумберленда. После смерти матери Венеция жила неподалёку от поместья Дигби, однако мать Кенелма была категорически против их союза из-за принадлежности девушки к семье слишком радикальных католиков и её бедности. Дигби отправился на континент, где провёл три года с 1620 по 1623 год. Перед отъездом от переслал «дражайшему мистеру Сзнди» рукопись с гороскопами. По его собственному рассказу, в этот период в него безумно влюбилась вдовствующая королева Франции Мария Медичи (1575—1642), привлечённая его необыкновенной грациозностью. Бежав в Италию, он не хотел возвращаться домой из-за слухов о неверности Венеции, якобы ставшей любовницей графа Дорсета. Той, в свою очередь, сообщали о его смерти в драке. Согласно современному биографу Дигби Майклу Фостеру, он вообще не доехал до Франции из-за чумы. Во Флоренции и других городах Италии Дигби много времени посвятил пополнению своей библиотеки и коллекции кулинарных рецептов, а также совершенствованию в науках и искусствах. В Сиене его приняли в научное общество филоматов. В 1621 году уроженец Феррары Бонавентура Пистофило издал панегирик «Oplomachia», посвятив его «дону Кенелмо Дигби, английскому кавалеру» (итал. Don Kenelmo Giorgio Digbi Caualiere Inglese).
В марте 1623 года он вновь приехал к дяде в Мадрид и провёл там около полугода. В это время в столице Испании находились маркиз Бекингем и принц Чарльз с целью переговоров о браке последнего с инфантой Марией Анной. Эта история, начавшаяся с появления короля и Бекингема в доме Бристоля с накладными бородами, протекала как романтическое приключение. Попытки Бристоля взять дело в свои руки и руководить им как дипломат привела к тому, что его отношения с Бекингемом оказались навсегда испорченными. Дигби принял деятельное участие в этой авантюре и, хотя она закончилась провалом, он стал довольно близок с наследником престола, что впоследствии принесло ему значительные дивиденды. Вместе с высокими особами в Испанию прибыли придворные Тоби Мэттью и Джеймс Хоуэлл, дружбу с которыми Дигби продолжил в Англии. Часть участников посольства предпочла столице путешествие в Вальядолид, и Дигби присоединился к ним. Несколько анекдотов, относящихся к этому путешествию, известны из рассказов современников Дигби и его собственных: о встреченном глухонемом, которого бенедиктинский монах Хуан Пабло Боне научил говорить; о флирте с доньей Анной Марией Манрике, после того, как лорд Кенсингтон упрекнул его в нечувствительности к очарованию испанок. Позднее эпизод с флиртом Дигби в восторженных выражениях изложил Мэттью. По возвращении в Англию в октябре 1623 года король Иаков I возвёл Дигби в рыцарское достоинство и назначил джентльменом в частные покои принца. В следующем году, во время визита короля в Кембридж, он получил степень магистра искусств. В 1625 году на престол вступил Карл I, и Кенелм Дигби в течение некоторого времени выступал посредником между графом Бристолем и королём, убеждая последнего наладить отношения с Бекингемом.

### Любовь и море
Во время испанского путешествия Дигби распространились слухи о его смерти, которым поверила Венеция Стенли, и не искала с ним встречи. В конце декабря они встретились случайно в Лондоне; это совпадение Дигби объяснил астрологическими причинами. В начале следующего года они тайно поженились, и в октябре родился их первенец, Кенелм. Описанию их взаимоотношений посвящена значительная часть мемуаров Дигби. Согласно этому источнику, он проявил к ней «полную искренность и терпимость к её непредсказуемой неосмотрительности». В своей биографии сэра Кенелма, автор популярных биографий Джон Обри сообщает, что Венеция была любовницей 3-го графа Дорсета, имела от него нескольких детей и получала 500 фунтов содержания, и что даже будучи в браке она раз в год обедала с ним. Более поздний биограф сэр Харрис Николас сомневается в этой информации, поскольку 3-й грaф Дорсет умер ещё в 1624 году. Г. Ф. Уорнер предполагает что, скорее всего, любовником Венеции Стенли был 4-й граф Дорсет (1591—1652). Тем не менее, Кенелм Дигби был счастлив в семейной жизни, и это позволило ему безболезненно пережить отлучение от двора: граф Бристоль враждовал с фаворитом короля герцогом Бекингемом ещё со времён Мадрида. Более того, неприязнь Бекингема к Дигби была так велика, что двери в лондонском обществе были закрыты даже для его друзей. В этот период началась дружба Дигби с поэтом Беном Джонсоном и историком лордом Кларендоном. Венеция стала музой Джонсона, которой он посвятил ряд своих поэм. Помимо Джонсона, Венеция Дигби вдохновляла поэтов Аурелиана Тауншенда, Оуэна Фелтхэма, Рэндольфа Раттера (Randolph Rutter), Уильяма Хабингтона и Джорджа Дигби, кузена Кенелма. Несмотря на это, репутация леди Дигби в обществе была весьма низкой, а самому Дигби Обри приписывает слова о том, что «предприимчивый, страстный, и при этом сдержанный, человек может взять себе отличную жену хоть из борделя».
Внешнеполитическая обстановка в это время была сложной: разгоралась Тридцатилетняя война и Англия постепенно вовлекалась в войну в Испанией и Францией. После любовного разочарования в Испании, романтические настроения при дворе Карла I приняли форму ностальгии по славным временам Елизаветы I. К сожалению, английский флот уже не был способен повторить достижение графа Эссекса, в 1596 году захватившего Кадис, и аналогичное предприятие герцога Бекингема в 1625 году закончилось катастрофой. Неудачей завершилась и атака графа Уорика на португальское побережье в 1627 году. Соответственно этому, когда в 1627 году Бристоль настоятельно рекомендовал Дигби заняться чем-нибудь серьёзным, Дигби решил стать приватиром. В написанных в следующем году «Свободных фантазиях», в значительной степени автобиографических, Дигби объясняет необходимость такого предприятия неодобрением при дворе, ожидающем от него доказательств того, что его «привязанности» не мешают «благородным склонностям ума». План был одобрен королём, Парламентом и сторонниками графа Уорика. Против экспедиции от лица лорда-адмирала герцога Бекингема, находящегося в тот момент на острове Ре, протестовал его секретарь Эдвард Николас. Дигби подозревал здесь личную неприязнь герцога к себе и своему дяде и, судя по сохранившейся переписке Николаса, так оно и было. Николас убеждал короля, что экспедиция Дигби станет «умалением» компетенции представляемого им ведомства, а сам не находящийся на королевской службе Дигби не является для этого подходящим кандидатом. Дигби защищался как мог, и даже просил Роберта Коттона подыскать подходящие примеры из истории, но в результате получил разрешение только на образовательное путешествие и принял на себя дополнительные обязательства вести себя достойно и сдавать все захваченные им призы в распоряжение Адмиралтейства. Почему в качестве направления было выбрано именно Средиземное море, сказать сложно. Причиной мог быть как комплекс исторических обстоятельств, описанный Фернаном Броделем и последующими историками под названием «вторжение северян», так и привлекательность этого региона с точки зрения романтического дискурса.
21 декабря Дигби выехал из Лондона, чтобы присоединиться к своей эскадре в Кенте. В его распоряжении было два корабля, «Eagle» (400 тонн, 26 пушек, капитан Питер Милборн) и «George and Elizabeth» (250 тонн, 20 пушек, капитан сэр Эдвард Страдлинг). Согласно оценке Кеннета Эндрюса, под командованием Дигби оказалось от 250 до 300 человек, и это были значительные силы. Подробности о том, как проходили сборы не сохранились, однако известно об участии в этом нескольких лондонских купцов: Абрахама Рейнардсона, Джорджа Строуда и Натаниэля Райта. 6 января 1628 года корабли отплыли из Даунса. Как раз ко времени отплытия родился младший сын Дигби, Джон, и новоявленный капитан разрешил жене обнародовать их брак. От первоначального намерения захватить какой-нибудь остров в Гвинее Дигби по неизвестной причине отказался. Вместо этого в качестве цели он выбрал французские суда, обычно базировавшиеся в гавани Скандеруна. Этот оттоманский порт в северо-восточной части Средиземного моря контролировался венецианскими купцами. Во второй половине XVI века они понесли значительные убытки из-за деятельности английских корсаров и, апеллируя к правительству через посредство Левантийской компании, добились запрета последним проходить через Гибралтарский пролив. Эти запреты неоднократно издавались между 1598 и 1603 годами, но фактически не выполнялись. После окончания Англо-испанской войны в 1604 году в Средиземном море не стало спокойнее, так как многие корсары предпочли присоединиться к берберам. Однако формальных поводов для купцов жаловаться правительству стало меньше, и когда в 1625 году боевые действия возобновились, запрет корсарам пересекать пролив не был возобновлён.

### Экспедиция в Средиземное море
О ходе экспедиции известно как из судового журнала, который вёл Дигби, так и из написанных несколько позднее мемуаров. 18 января 1628 года корабли Дигби прибыли в Гибралтар. Первый месяц эскадра провела в бесплодных поисках противника. В конце января среди экипажа распространилось инфекционное заболевание, о котором Дигби оставил как запись в научном стиле в журнале («… причиняло им великую боль в голове, желудке и чреслах, и разлагала им всю массу крови и причиняло им многую рвоту»), так и в более художественном стиле в мемуарах. К 15 марта заболело более 80 человек, и до 27 марта Дигби пришлось оставаться в Алжире. Североафриканское побережье в рассматриваемый период было довольно опасным местом для европейцев, и захват кораблей и обращение экипажей в рабство было обычным делом. Хотя Дигби не имел на это полномочий, согласно его записям он вступил в переговоры с местным «королём», который обещал исправить все прошлые ошибки. Помимо этого, сообщает Дигби, он добился освобождения 40 или 50 пленных англичан и преференций для английский торговцев перед французскими. Все эти обещания были даны ему устно, и реальных последствий эти переговоры не имели. 27 марта корабли Дигби отплыли из Алжира, и вскоре захватили в районе Майорки 250-тонный французский флайбот и лёгкую саэту. Первый из этих кораблей был отдан под командование Генри Страдлинга, брата сэра Эдварда. В середине апреле Дигби укрывался от шторма на венецианских островах Кефалиния и Закинф. Несмотря на неодобрение венецианцев, на этих островах было много английских судов, и Дигби комфортно провёл там 6 недель. За это время он починил свои суда, продал добычу, и 28 мая отплыл в сторону Леванта. К этому времени Дигби стал опытным капитаном, способным поддерживать дисциплину в существенно увеличившемся флоте: его эскадра состояла уже из пяти судов: «Eagle» с командой из 98 английских моряков, «George and Elizabeth» (70 англичан), переименованный в «Lyon» флайбот (45 матросов) и «Hopewell» (ещё один приз, 35 матросов), переименованная в «Swallow» саэта (22 матроса). Помимо этого было нанято неизвестное число итальянцев и французов. 10 июня (20 июня по григорианскому календарю) корабли были у Скандеруна. Дигби ожидал найти там французские корабли, и ночная разведка обнаружила два венецианских галеона, два галеаса, два английских судна и четыре французских, одно из которых было с грузом 100 000 испанских долларов. Поскольку Дигби намеревался атаковать только французов, он той же ночью отправил письмо с уведомлением о своих намерениях венецианцам и англичанам. Венецианских корабли тем не менее, против его ожиданий, не стали уклоняться от боя. Галеасы имели по 30—40 пушек и несли примерно 700 солдат. На следующий день Дигби дал трёхчасовой бой, после которого каждая из сторон объявила о своей победе. Венецианцы говорили о 18 убитых и раненых со стороны Дигби, а тот писал о 49 убитых и ещё большем числе раненых у противника. Повреждения кораблей были незначительны. Своей цели захватить французские грузы Дигби не достиг, но «поле боя» осталось за ним. Проведя несколько дней в гавани Скандеруна, Дигби 16 июня отправился обратно.
Из отчётов капитанов венецианских судов позднее выяснилось что, защищая французов, ими двигало желание получить одобрение турецких властей — и эта цель была достигнута. Благодаря усилиям Томаса Поттона, английского консула в Алеппо, ущерб для английских торговцев был значительно уменьшен, но сам консул был арестован. Поттон был отпущен после официальных объяснений, которые Дигби представил через английского посла — его версия состояла в том, что он всячески стремился избежать столкновения, но венецианцы напали на него первыми. «Скандальным, но храбрым» поведение Дигби назвал дипломат и путешественник Томас Роу. Рассматривая достижения Дигби исключительно с военно-морской точки зрения, современный историк британского флота Николас Роджерс назвал экспедицию 1627—1628 года и её главу уникальными. Кеннет Эндрюс из университета Халла оценивает достижения Дигби существенно скромнее, как «маргинальную, и даже незначительную победу» (впрочем, этот автор строг и к его научным результатам). Во-первых, отмечает Эндрюс, в материальном отношении авантюра у Скандеруна принесла самому Дигби значительные убытки, а во-вторых осложнила деятельность английских купцов в Османской империи.
После Скандеруна Дигби не считал свою экспедицию завершённой, и три недели спустя, двигаясь к югу, продолжал искать французские суда. В этом ему не повезло и, согласно мемуарам, в тот же период Дигби находил возможность приятно провести время за охотой на кабанов. В середине лета он провёл некоторое время на греческих островах. На Милосе Дигби завершил «Свободные фантазии», а на Дилосе и Микиносе занимался поиском древностей. Хотя несколько самых крупных статуй были переданы королю, оставшиеся составили впечатляющую коллекцию. После холодного приёма на Закинфе и ареста нескольких матросов в Патрах, Дигби решил направляться на родину. В декабре он захватил два крупных приза у Сардинии: 500-тонный «Janus» из Гамбурга и 400-тонный «St Michael» из Рагузы — их грузы Дигби объявил испанскими. 1 января 1629 года он пересёк Гибралтар, 25 января достиг Англии и 2 февраля высадился в Вулидже. На следующий день он был тепло встречен королём и всеми своими друзьями. Следующие месяцы были сложными для Дигби — необходимо было произвести раздел добычи и урегулировать претензии. Ещё в августе 1628 года венецианский посол Альвизе Контарини потребовал наказания Дигби. Инцидент был улажен после того, как английский посол в Венеции Исаак Уэйк сообщил о королевском запрете для «Дигби и прочих» совершать враждебные действия в отношении Республики. В октябре компенсацию ущерба потребовала Левантийская компания; чем эта история завершилась — неизвестно. Вскоре после возвращения Дигби Контарини потребовал вернуть «Janus» и «St Michael», якобы принадлежащие Венеции. Разбирательство Адмиралтейского суда под председательством Генри Мартена присудило оставить корабли Дигби. Возможно, в этом решении сыграла роль раздача последним греческих сувениров всем высшим чиновникам королевства и самому королю.

### Смерть Венеции, или рождение философа
После своей экспедиции Дигби решил поступить на государственную службу, для чего потребовалось перейти в протестантизм. Получив поддержку государственного секретаря Джона Коука, Дигби занял пост сюрвейера флота. В свою очередь, Коук был клиентом барона Фулк-Гревилля, близкого друга видного деятеля елизаветинской эпохи Филипа Сидни. После смерти Фулк-Гревиля в 1628 году Коук и Дигби подготовили к изданию собрание его сочинений, а в 1638 году Дигби писал своему кузену Джорджу Дигби, что Гревиль является для него образцом для подражания. Сам Дигби также стал покровителем художника Антониса ван Дейка и поэта Бена Джонсона. Через последнего Дигби стал близок к литературной группе «Сыновей Бена», в которую также входил философ Томас Гоббс. Граф Кларендон позднее писал о сэре Кенелме как о блестящем молодом человеке «чудесного и галантного поведения, приятной учтивости и любезности, и достойной удивления восхитительной приятности речи». Семейная жизнь сэра Кенелма складывалась вполне счастливо: хотя сам он не был примерным семьянином, и у него была как минимум одна постоянная связь на стороне, леди Венеция прилежно вела домашнее хозяйство, участвовала в придворной жизни, ежедневно ходила к обедне и исповедовалась дважды в неделю. Из развлечений она предпочитала верховую езду и игру в карты, но все свои выигрыши она жертвовала на благотворительность. Такая жизнь довольно быстро наскучила Дигби, и уже в 1632 году он мечтал об отставке из Адмиралтейства. В этот год он унаследовал значительную библиотеку своего оксфордского преподавателя Томаса Аллена. Для полученных книг и рукописей Дигби построил библиотечное крыло в своём новом доме в Холборне. Это книжное собрание позднее разделило беспокойную судьбу своего владельца, путешествуя вместе с ним по Европе. Часть книг была утрачена в годы Гражданской войны. Часть книг была передана Бодлианской библиотеке в 1634 году, а несколько лет спустя за ними последовали арабские рукописи. К тому времени, когда библиотеку унаследовал Джордж Дигби, в ней насчитывалось около 4000 книг на французском, итальянском и испанском языках.
Идиллия закончилась внезапно. В ночь на 1 мая 1633 года у Венеции случилось внутримозговое кровоизлияние. Утром, когда во время завтрака сэр Кенелм беседовал о литературе со своим другом Томасом Хокинсом, она была найдена мёртвой в своей постели. Это событие ввергло сэра Кенелма в глубочайшую депрессию — «эта мука не кончится, пока я жив … Нет мне никакого другого врача, кроме смерти», писал он своему брату Джону. Из Рима письмо со словами утешения написал его крёстный, иезуит Джон Джерард — учитывая сомнительное прошлое покойной, он сомневался в спасении её души, но Кенелм пылко встал на её защиту. В переписке с детьми Дигби молился ей, как Царице Небесной. Внезапная смерть породила слухи об отравлении, а некоторые называли отравителем самого Дигби — о том, что он готовит для неё «гадючье вино» (англ. viper wine) для улучшения здоровья было широко известно. Сразу после смерти Венеции близкий друг Дигби, художник Антонис ван Дейк, начал писать её посмертный портрет. То, что это не дало своевременно провести уместное в таком случае вскрытие, только подтверждало слухи о причине смерти. Довольно много поэтов откликнулось на смерть Венеции Дигби, и произведения Бена Джонсона, Томаса Рэндолфа и ряда других составили рукописный сборник, хранящийся теперь в Британской библиотеке. Предаваясь скорби, Дигби посвятил себя написанию писем, составивших сборник «In Praise of Venetia». В них он размышлял о смерти своей жены и о своей собственной, переосмысливал прожитую жизнь и пытался понять, как жить дальше. В своём горе, пишет Дигби, он обрёл способность увидеть всю ложную славу мира, отринуть и презирать её. Как отмечает Джексон Коуп, подобные «скорбные размышления» были популярным духовным упражнением среди английских католиков в рассматриваемый период.

### 1630-е годы: среди лучших умов Англии и Франции
Согласно Джону Обри, Кенелм Дигби, желая избежать «зависти и скандала», удалился в Грешем-колледж, где отрастил бороду и вёл себя подобно монаху-отшельнику. В это время Грешем-колледж, расположенный в лондонском районе Холборн, был значимым научным центром. Поколением раньше там изучал магнетизм Уильям Гильберт, а во времена Дигби там работали математики Генри Бригс и Уильям Отред (последний посвятил одну из своих работ Дигби). Колледж был тесно связан с Адмиралтейством, поскольку в его стенах занимались развитием картографии и измерительных приборов. Блестящий придворный, с научными интересами, и к тому же состоятельный, Дигби был приятным собеседником для астронома Генри Геллибранда и профессора богословия Ричарда Холдсворта. Через Холдсворта Дигби приобщился к возрождающейся на континенте аристотелевской схоластике. В колледже Дигби организовал себе алхимическую лабораторию и нанял учителем венгра Иоганна Хуньяди. Вместе они проверяли теорию Парацельса о том, что птицы способны восстанавливаться из пепла — якобы во Франции в этом преуспел Жозеф Дюшен. Хотя с птицами у них не получилось, обнадёживающие результаты были получены с раками. Помимо этого, сохранились записи о способе получения некоего вещества с помощью нагревания ртути; хотя оно было жёлтого цвета, ювелиры отказывались признавать его за золото. Научное уединение Дигби не было полным, и летом 1634 года сэр Кенелм неоднократно ездил к семье и дважды встречался со своим прежним покровителем Джоном Коуком.
В 1630-х годах Англиканская церковь находилась в сложных отношениях с Римом. Короли Яков I и Карл I подчёркивали независимость своей церкви от римской, но не считали себя раскольниками. Однако существовали важные доктринальные различия, прежде всего в учении о предопределении, и они были важны для сэра Кенелма. Сделав всё возможное для спасения души Венеции, сэр Кенелм решил позаботиться о своей. В отличие от его друга Уолтера Монтегю, обставившего свой возврат к католицизму максимально публично, Дигби поделился своими сомнениями только с архиепископом Лодом. Учитывая старую дружбу и ожидая поступление книг в Бодлианскую библиотеку, в чём Лод был заинтересован как канцлер Оксфорда, архиепископ не стал предавать дело огласке. В апреле 1635 года Дигби написал предисловие к трактату англиканского богослова Джорджа Хаквелла, а уже осенью о смена веры стало известно его друзьям. В своём письме графу Страффорду Джеймс Хоуэлл относит это знаменательное событие к началу осени 1635 года. Как раз в это время Дигби покинул Грешем и уехал во Францию. 29 сентября он поселился в Париже в комнатах старинного колледжа де Бонкур, где жил в компании одного лишь английского мастифа. Однако сэр Кенелм остался светским человеком, и в конце концов он не устоял перед очарованием первой красавицы Франции принцессы Гемене — ей он подарил пять картин ван Дейка. Внимание Дигби к принцессе было столь очевидным, что её мужу пришлось предположить, что или он рогоносец, или Дигби дурак; сэр Кенелм согласился со второй из альтернатив. Дигби был также принят в доме посла лорда Скадамора, также рекузанта. На почве прозелитизма Дигби сошёлся с богословом Томасом «Блэкло» Уайтом, через которого был введён во французское научное сообщество. Тесно общался Дигби и с «Ньюкаслским кружком», группой английских-католиков эмигрантов, объединившихся вокруг маркиза Ньюкасла, в которую входили также его младший брат Чарльз, философ Томас Гоббс, математик Джон Пелл. Гоббс часто бывал у крупнейшего французского учёного того времени Марена Мерсенна. С Мерсенном Дигби обменивался книгами, и благодаря этой связи в Англии познакомились с трудами Ферма, Роберваля и других. В свою очередь, Мерсенн познакомил Дигби с работами Декарта. В конце 1636 года Дигби навестил брат Джон, и летом следующего года они вместе вернулись на родину проведать заболевшую мать и подготовить сыновей к поступлению в иезуитский колледж Сен-Омер. В Гейхёрсте Дигби прочитал только что вышедшее «Рассуждение о методе» Декарта и, сразу же поняв значение этого сочинения, послал копию Гоббсу. В 1640 году Дигби решил, наконец, лично познакомиться с Декартом, отправился в Голландию и неделю провёл в беседах с великим учёным. Удовольствие от бесед было взаимным, и когда в 1644 году вышли «Два трактата» Дигби, специально для Декарта этот трактат перевели на латынь.
В 1636 году Кенелм Дигби был глубоко потрясён увиденным им случаем коллективной истерии в монастыре урсулинок близ Пуатье — на это популярное развлечение его пригласил Уолтер Монтегю. С точки зрения взглядов того времени это рассматривалось как одержимость дьяволом, и Дигби оставил записки о том, как иезуит Жан-Жозеф Сурен изгонял дьявола из монашек. Сам Дигби отрицал одержимость духами и посвятил долгое время размышлениям об увиденном, пока его сомнения не разрешил некий турский монах отец Иларий, которого он посетил вместе с Монтегю в первые дни 1637 года. Возвратившись в католичество, Дигби принялся проповедовать эту религию, с чем связано два его значительных достижения. Одним из них стало обращение в католичество леди Фрэнсис Пёрбэк. Осуждённая за измену своему безумному мужу, она бежала из Лондона в Париж, где заботу о её духовном возрождении взял на себя Кенелм Дигби. Написанный по такому случаю апологетический трактат был издан в 1638 году под названием «A Conference with a Lady about choice of a Religion». В этом сочинении Дигби объяснял леди Пёрбэк, что только Католическая церковь обладает вселенскостью, единством доктрины и непрерывностью апостольского преемства, и потому является истинной церковью, свободной от ошибок. Католицизм для Дигби является наукой в классическом смысле этого слова, лат. scientia, то есть знанием. О знакомстве с другим трактатом Дигби, посвящённом тому, как «истинная вера и религия приносят нам счастье» писал Томас Гоббс. Много лет спустя о своих длинных разговорах в Париже с кузеном на религиозные темы вспоминал Джордж Дигби. Сэру Кенелму, в конечном счёте, удалось убедить лорда Бристоля в преимуществе веры Отцов Церкви, и тот обратился в католицизм в 1657 году.

### 1640—1660-е годы: годы забот
Как было сказано выше, лето 1637 года сэр Кенелм провёл среди родных, но не забывая о своих обязанностях при дворе. В конце 1636 года ему продлили право пребывания за границей, но в конце 1638 года его возвращения в Англию потребовала королева-мать — в стране обострилась политическая ситуация. В 1639 году Дигби вернулся в Англию с целью поддержать короля Карла I в деле установления епископальной системы в Шотландии, вылившимся в Епископские войны 1639—1640 годов. По поручению королевы Генриетты Марии вместе со своими католическими друзьями Уолтером Монтегю, Эндимионом Портером и Тоби Мэттью организовал сбор средств на это предприятие. С этой целью ими распространялось от имени королевы письмо. Как выяснилось, эта инициатива не была поддержана папой, и в 1640 году Дигби отправился в Рим для личных переговоров. Эта деятельность вызвала недовольство у пуритан, и в сентябре они потребовали от короля удалить Дигби из числа советников. В июне 1641 года дело о письме было заслушано на комиссии по делам рекузантов, после чего Дигби вернулся в Париж. Там в его присутствии некий дворянин Мон ле Роз (Mont le Ros), оскорбил Карла I, за что Дигби убил его на дуэли. Король Франции простил его и предоставил возможность в сопровождении охраны выехать во Фландрию, и в сентябре Дигби снова был в Лондоне. В начале 1642 года, по ходатайству лорд-мэра Лондона, Палата общин постановила арестовать его. Местом заключения на некоторое время стала гостиница «The Three Tobacco Pipes» на Чаринг-Кросс, где приятную компанию ему составили металлург Бэзил Брук и историк Роджер Твисден. В феврале 1643 года лорд-мэр просил об его освобождении, но Парламент большинством проголосовал против. В июле, благодаря вмешательству матери Генриетты Марии, французской королевы-матери Анны Австрийской, он был освобождён при условии, что немедленно уедет во Францию. С собой Дигби было разрешено забрать картины и четырёх слуг — остальное его имущество было конфисковано. Тем не менее, находясь в Лондоне Дигби успел опубликовать два своих «Наблюдения»: по поводу 22-й станцы из «Королевы фей» Спенсера, и «Вероисповедания врачевателей» Томаса Брауна. Хотя поначалу Браун просил Дигби отозвать свой комментарий, последующие издания «Вероисповедания» выходили с этим комментарием.
Вернувшись в Париж, Дигби продолжил свои учёные занятия, итогом которых стал его главный труд — «Два трактата». Посвящение сыну Кенелму датировано 31 августа 1644 года, а королевское разрешение на печать было получено 26 сентября. После поражения при Марстон-Муре 2 июля 1644 года королева Генриетта Мария бежала во Францию. Там она сформировала свой двор в изгнании, и Дигби стал в нём канцлером. Для продолжения борьбы в Англии требовались средства, и блестящий сэр Кенелм, к тому же в совершенстве знающий итальянский язык, был самым подходящим кандидатом для переговоров с апостолическим престолом. В феврале 1645 года, вместе с двумя старшими сыновьями и Томасом Уайтом, он выехал в Рим. В июне пришли известия о поражениях монархистов при Таунтоне (там погиб брат Джон) и Нейзби. Несмотря на то, что Карл I после этих событий находился в тюрьме, он всё равно пытался найти себе союзников. Хотя папа Иннокентий X проводил про-испанскую политику, Дигби всё равно удалось получить он него 20 000 крон. В октябре следующего года папский легат Джованни Ринуччини собирался в Ирландию для решения вопроса о возможности католикам свободного исповедания своей религии. В рамках этой политики папа был готов выделить крупную сумму, но только при условии подчинения короля папе, — что было невозможно. С весны 1647 года, видя провал своей миссии, Дигби стал терять терпение, и в феврале следующего года со скандалом навсегда покинул Италию, оставив о себе память как о «бесполезном и беспокойном человеке недалёкого ума». Одновременно с этим, с лета 1647 года Дигби вступил в заговор, целью которого было достижение компромисса с пуританами об обмене запретительных законов для католиков в обмен на политическую лояльность последних. За образец предлагалось взять организацию Галликанской церкви, обладающей значительной автономией от Рима. В эту группу заговорщиков, получившую со стороны недоброжелателей название «Интриганы Блэкло» (англ. Blacklo's Cabal), вошли также Уолтер Монтегю, Томас «Блэкло» Уайт и представляющий Английскую коллегию в Дуэ Генри Холден. Группа не представляла всех английских католиков, и даже внутренне не была однородна, и каждый из её членов вёл собственную игру. Для Дигби ситуация усугублялась безденежьем, к которому он не привык. В первые дни 1649 года он переодетым проник в Англию, был пойман и во всём сознался. После этого Монтегю убедил английское католическое духовенство отказать «Интриганам» в поддержке, после чего их дело было обречено. 31 августа их обоих изгнал Парламент.
К концу 1640-х годов Кенелм Дигби находился в крайне сложном положении. В 1648 году он потерял двух сыновей — старший, Кенелм, погиб в бою, а Джордж умер во время обучения в Париже. После изгнания на его имущество был наложен арест, что сделало невозможным получение доходов. Граф Бристоль и его сын столкнулись с аналогичными проблемами и ничем не могли помочь. Примеры непримиримых кавалеров, на долгие годы заточённых в Тауэр, заставили Дигби искать сближения с победившей стороной, и 30 января 1654 года ему было возвращено имущество. К этому времени Дигби давно и много переписывался с Оливером Кромвелем. Поддерживая его правительство, самого себя Дигби называл его «конфидентом и пенсионером». По поручению Кромвеля Дигби осуществлял дипломатические миссии на континенте, сохраняя при этом хорошие отношения с роялистами и своё положение при дворе Генриетты Марии. Материальное положение упрочилось после смерти матери в 1653 году, несмотря на то, что большую часть своего имущества она завещала внуку Джону, а сэру Кенелму доверила только уплату долгов. В 1650-е годы Дигби не прекращал публиковать труды в апологетическом жанре — вышли его переписка на религиозны темы с Джорджем Дигби (1651), «Рассуждение о непогрешимости» (1652), перевод трактата Альберта Великого «О приверженности Богу» (1654) с посвящением матери. Значительную часть 1650-х годов он провёл в Париже, где имел значительное число контактов среди французских алхимиков. Вторая половина 1650-х годов также прошла в дипломатических разъездах по Франции, Германии и Скандинавии.
С восстановлением монархии в 1660 году Дигби был вначале благосклонно принят при дворе благодаря своим связям с королевой-матерью Генриеттой Марией. 14 января 1661 года ему выплатили 1325 фунтов в компенсацию за расходы, понесённые при выкупе пленников у алжирских пиратов. В научных кругах его положение также было прочным: в том же январе он прочитал лекцию о росте растений в Грешем-колледже, а в 1660 году стал одним из основателей Королевского общества. Впадение в немилость Джорджа Дигби, 2-го графа Бристоля, отразилось и на отношениях сэра Кенелма с Карлом II. Будучи отлучённым от двора на несколько месяцев в 1663—1664 годах, Дигби ставил химические опыты в своём доме в Ковент-Гардене. Записи об этих экспериментах, собранные ассистентом Дигби Джорджем Хартманном, были позднее опубликованы под названием «Книга тайн». Закат жизни сэра Кенелма Дигби был отмечен борьбой с бедностью, болезнью (вероятно, почечнокаменной) и с сыном Джоном. В январе 1665 года он составил завещание, в котором выразил желание «упокоить свой прах рядом с той, кто была его величайшим земным благословением». В разгар сборов во Францию его состояние ухудшилось, и он скончался 11 июня 1665 года в возрасте 62 лет. Согласно завещанию, его похоронили рядом с женой в ньюгейтской Церкви Христа. По указанию Дигби, никаких надписей на надгробье из чёрного мрамора сделано не было. Захоронение было уничтожено во время Великого пожара в следующем году. Поместья были проданы в уплату долгов, а ближайшим родственникам достались только памятные подарки. Библиотеку, остававшуюся в Париже, за 10 000 крон приобрёл кузен Джордж Дигби. Собрание «Bibliotheca Digbeiana» было продано на аукционе 19 апреля 1680 года. Часть рукописей осталась во Франции и была обнаружена в Страсбурге только в 2010 году.
Кенелм Дигби имел пять детей, из которых двое сыновей умерли в младенчестве. Потомки Джона Дигби (род. 19 декабря 1627 года) существовали ещё в XIX веке.

## Литературные занятия
14-месячная экспедиция Кенелма Дигби представляет собой уникальное в своём роде военно-романтическое приключение. Свободное от управления эскадрой время молодой человек посвятил литературным занятиям. Главным из них стало написание мемуаров, в которых он описал историю своих морских приключений и любовных отношений с Венецией. Это произведение было впервые издано в 1827 году Харрисом Николасом, озаглавившим его «Private Memoirs». В своём издании сэр Николас опустил некоторые эпизоды, которые он счёл слишком эротическими, однако опубликовал их год спустя в отдельном томе, озаглавленном «Castrations». Полное издание вышло только в 1968 году под оригинальным названием «Loose Fantasies» («Свободные фантазии»). Это произведение является романом с ключом, в котором самого себя автор вывел под именем Феагена, влюблённого бессмертной любовью в Стеллиану, то есть Венецию Стенли. Сюжет произведения следовал перипетиям их реальных взаимоотношений. Полюбив друг друга ещё детьми, Феаген и Стеллиана столкнулись с противодействием родителей: мать Феагена отправила сына учиться, а отец Стеллианы отправил дочь к «морейскому», то есть лондонскому, двору. Там девушка сталкивается с назойливым вниманием придворного Урсация, тот её похищает, она от него бежит, чудом спасаясь от «безжалостных волчьих зубов» с помощью Мардонция и находит спасение в «школе умеренности и доброты» Артезии. Стеллиана ожидает возвращения Феагена, чьи приключения в это время происходят при «афинском» дворе. Она узнаёт, что Феаген вынужден скрываться за границей, противостоя желанию матери насильно женить его. Узнав о гибели Феагена, Стеллиана фиктивно выходит замуж за Мардонция. Дальнейший рассказ подобным же образом следует реальным событиям, доходя до августа 1628 года, когда автор на острове Милос принимается за написание этого романа.
Сохранившаяся чистовая копия романа содержит следы многочисленных правок, сделанных в том числе и после смерти Венеции пять лет спустя после начала работы. Согласно английскому филологу Джексону Коупу, это произведение следует рассматривать в рамках характерной для искусства барокко тенденции сочетать эрос и танатос, нашедшей наивысшее воплощение в произведениях маркиза де Сада. В такой парадигме «Мемуары» вполне соответствовали настроению своей эпохи, и их оценка Николасом как «тайных» в корне не верна. Насколько это произведение было известно современникам Дигби в действительности, сказать сложно. Судя по всему, оно имело некоторое хождение в рукописном виде. Согласно одной из эпиграмм Джонсона, «Фантазии» были предметом обсуждения придворного общества, собиравшегося у графа Портленда. «Мемуары» Дигби редко становились предметом критического анализа, а если и становились, то не удостаивались высокой оценки. В своём обзоре английской литературы XVII века Дуглас Буш назвал самого Дигби «очаровательным и уникальным», однако мало что смог сказать о его «Мемуарах». Пол Залцман («English Prose Fiction 1558—1700: A Critical History», 1985) назвал «нелепой» (англ. incongruous) манеру, с которой Дигби сочетал рассказ о приключениях с романтической историей. В 1988 году английский литературовед Роджер Шэррок (Roger Sharrock) сопоставил «Мемуары» Дигби с другими образцами автобиографического жанра XVII века, которые можно разделить по способу авторской репрезентации на «социализированные» и «интимные». Наряду с «Дневником» Сэмюэла Пиппса он относит мемуары Дигби ко второй категории. Сопоставляя данные биографического очерка Джона Обри с литературными фантазиями Дигби, исследователь приходит к выводу, что автор не был вполне искренен в рассказе о себе, а повествование о Стеллиане имеет целью объяснить, как джентльмен может жениться на куртизанке (которая, впрочем, на самом деле не куртизанка). Современные исследователи обнаруживают литературные первоисточники «воспоминаний» Дигби, среди них «Аркадия» Филипа Сидни и «Эфиопика» Гелиодора. Произведение Гелиодора было обнаружено в 1526 году и с тех пор мотив внезапных расставаний и встреч стал очень популярен в европейской литературе. Главные герои в «Эфиопики» и «Фантазиях» носят одно и то же имя, но построение сюжета в них различно. Роман Дигби содержит меньше сюжетных линий и автор сосредоточен больше на развитии характера главного героя, чем на перипетиях сюжета. Согласно автору ряда недавних посвящённых Дигби исследований Джо Мошенске, «Свободные фантазии» представляют собой сложное переплетение романтического вымысла и автобиографических фактов. В частности, по его мнению, в случае с Марией Медичи Дигби могли вдохновить рассказы о том впечатлении, которое произвёл на французов визит в Париж в 1625 году герцога Бекингема. В этом Дигби следует средневековой английской романтической традиции, которая, согласно литературоведу Хелен Купер, основана на «своего рода квази-историческом материале, пригодном для постоянного переизобретения в альтернативной, более открытой беллетризированной форме». Непосредственным предшественником Дигби в построении такой смеси можно назвать роман «Аргенида» шотландца Джона Беркли (1621). Ко времени путешествия Дигби это произведение уже было известно в Англии, а один из его переводов с латыни на английский выполнил в 1623 году Бен Джонсон.
Написание мемуаров было не единственным литературным занятием Дигби в его средиземноморском походе. С собой в дорогу он взял том стихов Эдмунда Спенсера, которого высоко ценил и называл «английским Вергилием». Результатом изучения творчества Спенсера стал комментарий на туманный математический пассаж в поэме «Королева фей» («Observations on the 22. Stanza in the 9th. Canto of the 2d. Book of Spencers Faery Queen»). Этот текст был написан в форме письма к своему вице-адмиралу Эдварду Страдлингу и был издан в 1643 году. Позднее, по просьбе поэта Томаса Мэя Дигби написал «Рассуждение касательно Эдмунда Спенсера», сохранившееся в нескольких рукописях. Помимо этого, Дигби выполнил перевод пасторальной поэмы «Аминта» Торквато Тассо, однако эта работа не сохранилась.

## «Два трактата»

### Проблема бессмертия души
Да и когда б вещество собиралося наше обратно

Временем после кончины и в нынешний вид возвращалось,

Если вторично на свет появиться дано бы нам было,

Всё-таки это для нас не имело бы вовсе значенья,

Так как о прошлом уже была б у нас прервана память
Смерть жены оказала глубокое влияние на Дигби, и в своих письмах из Грешема он впервые высказал идеи о возможности телесного воскрешения. Анализируя результаты вскрытия жены, в которых говорилось о жёлчном камне размером с голубиное яйцо и патологически изменённом мозге, Дигби приходит к выводу о том, что изменения в организме жены происходили многие годы и являлись следствием неких универсальных законов. А именно — «все вариации природы являются прежде всего упорядоченной прогрессией разложения, и каждое изменение даёт нам улучшение, пока изменения не прекратятся». Таким образом, очищенная от телесных останков, душа в конечном счёте может объединиться с материей в некоторой высшей форме, и эту метаморфозу можно произвести в реторте химика. В грешемский период Дигби написал трактат «О душе», изданный в 1644 году вместе с трактатом «О природе тел». В считающихся его главным произведением «Двух трактатах» («Two Treatises, in the one of which, the Nature of Bodies; in the other, the Nature of Mans Soul, is Looked into») Дигби вернулся к этому вопросу через концепцию палингенезии — восходящей к пифагорейцам и Лукрецию идее о бессмертии души. В трудах Парацельса эта идея была развита как практическая, хотя и трудная, наука. Разделяя все материальные предметы на происходящие «только из природы без всякого искусства» и те, которые получаются посредством искусства, то есть алхимии, Парацельс указывает приёмы для получения одного из другого. Ключевым приёмом здесь было преобразование, подобное гниению, перевариванию и высиживанию птицами яиц — все эти процессы объединяло то, что они протекают при повышенной температуре. Развивая эту мысль, Дигби усматривал здесь связь с возрождением мифологического феникса и, как следствие, птиц вообще. В XVII веке идея искусственного перерождения получила техническое название «palingenesis» и была распространена на растения. Среди последователей этого учения Линн Торндайк называет представительный ряд континентальных учёных: Готтфрида Фойгта, Жака Гаффареля, Марена Мерсенна, Афанасия Кирхера и других. Таким образом, находясь в изгнании во Франции, Дигби в этом вопросе оказался на передовой современной ему науки. В конечном счёте, воззрения Дигби находились в согласии и с современным ему атомизмом, представленным Томасом Гоббсом, Гассенди, Декартом и другими. Вместе с французскими католиками-атомистами Дигби разделял идею о том, что механистическая интерпретация явлений совместима с традиционным учением о Боге и духовном мире.
С богословской точки зрения проблема бессмертия души была не менее актуальна. Ещё на Пятом Латеранском соборе в 1513 году папа Лев X поставил перед натурфилософами задачу применить все свои силы для обоснования соответствия этой концепции законам природы, а не одной только веры. Из круга знакомых Дигби этой проблемой занимался Пьер Гассенди. В своих философских построениях Дигби следовал Аристотелю, и в согласии с ним провозглашал, что «душа есть первопринцип живых тварей». Как и материя, душа подвержена движению, но, помимо этого, имеет волю и может сообщать движение другим вещам, из чего Дигби делал вывод о существовании свободы воли. Тут возникало противоречие с учением Дордрехтского синода 1619 года, отношение к которому в период Гражданской войны имело характер политической позиции. Занимал Дигби и вопрос о соединении механистической философии с сотериологией, тесно связанный с проблемой свободы воли. В отличие от Декарта, который вслед за ересиархом V века Пелагием допускал личное спасение без участия божественной благодати, Дигби видел спасение результатом постепенного улучшения души с помощью приобретения знаний. Души людей, приверженных науке, согласно Дигби, более высокого качества, чем души людей не учёных. И предмет изучения имеет значение, получение навыка в искусствах или торговле не приведёт к возвышению души, и наиболее действенным будет изучение натуральной философии. То состояние, в какое душа попадёт после смерти, является результатом её прижизненного свободного выбора. В конечном счёте в сотериологии Дигби роль Троицы осталась не вполне прояснённой.

### Теория материи
Несмотря на то, что Дигби был лично знаком, без преувеличения, со всеми выдающимися учёными своего времени, в методологическом отношении он был в значительной степени самостоятелен. Дигби застал Френсиса Бэкона (1561—1626) при дворе Иакова I и был хорошо знаком с его индуктивным методом. В отличие от Бэкона и многих учёных XVII века, Дигби не был готов полностью отказаться от всех прежних теорий и начать строить новые от опыта. Для Дигби были достаточны методы Аристотеля и, как он писал в своих «Двух трактатах» (1644), «никто не заглядывал так глубоко во внутренности природы, как он … и если кто-либо следует его принципам в целом, то он не впадёт в заблуждение». Дигби хорошо знал и Декарта и восхищался им, но не преминул упрекнуть его в неточном описании работы сердца ради большего соответствия своим механистическим концепциям. Собственного метода, однако, Дигби не предложил. Его эклектический подход включал сбор сведений из всех источников, литературных и экспериментальных, и поверку их здравым смыслом. Хотя свои принципы он выводил дедуктивно, он не подгонял под них эмпирические факты. Исследовательница английской науки Бетти Доббс объясняет забвение Дигби как учёного отказом от научной определённости, столь востребованной в эпоху Научной революции.
Свою теорию материи в «Двух трактатах» Дигби начинает с утверждения о том, что «количества» «делимы» и вводит шесть видов «количества»: размер, место, движение, время, число и вес. Для Дигби понятие количества более фундаментально, чем понятие вещества, связываемое только с весом. Далее, как и у Аристотеля, различаются тела разреженные и плотные: чем меньше количества присутствует в данном весе, тем оно плотнее. Части плотных тел расположены ближе друг к другу и их сложнее разделить. Однако далее возникает вопрос о том, каким образом происходит это движение. Удобно было принять в качестве связующего агента вакуум, но из-за того, что Аристотель отвергает движение в вакууме, Дигби отказывается от этой гипотезы в пользу идеи о соприкасающихся частицах без промежутков. Затем Дигби рассматривает понятие теплоты и холода. Теплота свойственна разреженным телам, и чем тело разреженнее, тем горячее. Помимо этого тела могу быть в разной степени сухими и влажными, и крайние значения комбинаций свойств материи дают четыре стихии. Смешанные тела имеют воду или землю в качестве основы, и содержат другие элементы в различных пропорциях. Соотношение стихий в теле определяет, каким образом оно может быть разделено: огнём, водой или «внешним насилием» (англ. outward violence). Разделение золота требует участия «aqua regis», потому что его влажность весьма сильно объединена с его земляными частями, но прочие металлы не таковы, и легко разделяются огнём. Как и Исаак Ньютон полвека спустя («De natura acidorum», 1692), Дигби считал, что частицы, из которого состоит золото, при разложении не изменяются. Разность их подходов состояла в том, что Ньютон признавал существование пустоты между частицами. Применение огня к растительным веществам даёт спирты и ликёры, а дальнейшее нагревание приводит к выделению солей. В своих позднейших работах Дигби вводит дополнительную элементарную субстанцию, «универсальный дух». Вероятно, о ней он узнал от Николя Лефевра, под руководством которого занимался в 1651 году в Париже.
На основе описанной выше парадигмы Дигби сделал несколько ценных наблюдений в области биологии. Вслед за Аристотелем он рассмотрел вопрос «о происхождении животных». А именно, формируются ли органы зародыша одновременно или в определённом порядке. Традиционно считалось, что животные зарождаются из избытка жидкости родителя, а дифференциация органов является следствием того, что эта жидкость собирается из разных частей организма. Согласно Дигби, семя однородно, и сочетание его разреженности и плотности с внешними теплотой и влажностью приводят к преобразованию в соответствующее живое существо. В проведённых затем экспериментах Дигби исследовал изменения в развивающихся яйцах. Он и установил, что сердце формируется первым как у живородящих, так и яйцекладущих, что, по мнению известного биолога Джозефа Нидэма вполне соответствует современным представлениям. Работа Дигби вызвала несколько откликов, наиболее содержательными из которых были книги Натаниэля Гаймора «The History of Generation» (1651) и Александра Росса «Philosophical Touchstone» (1645). Возможно, однако, что теории Дигби не были оригинальны, поскольку он мог иметь доступ к рукописи книги «Exercitationes de generatione animalium» Уильяма Гарвея, изданной только в 1651 году. Также, в своих «Трактатах» Дигби предвосхитил современный метод исследования аллергических реакций, аппликационные пробы. Работа Дигби принесла ему широкую известность и сделала, как отмечает Майкл Фостер, «атомизм респектабельным в Англии». Среди тех, кто высоко оценил «Трактаты», был учитель Ньютона Исаак Барроу, увидевший в них возможность проложить новые пути в натуральной философии. Среди рецензий 1650-х годов стало общим местом ставить Дигби в один ряд с Декартом, Галилеем и другими величайшими умами того времени.

## Химия, алхимия и кулинария
Среди интересов Дигби были астрология и алхимия, к которым он приобщился будучи студентом в Оксфорде. Согласно Джону Обри, в период заключения 1642—1643 годов Дигби находил возможность ставить свои алхимические опыты по изготовлению рубинов и изумрудов, в чём ему помогал работник с близлежащей стекольной фабрики. Практическим результатом этих экспериментов стала усовершенствованная технология изготовления винных бутылок. Ранее были распространены бутылки шарообразной формы с высоким горлышком. Усовершенствованный Дигби технологический процесс позволил увеличить температуру расплава и выдувать удлинённые бутылки. О широком круге алхимических знакомств Дигби в его парижский период жизни в начале 1650-х годов оставил воспоминания Джон Ивлин. Свои исследования в этой сфере Дигби вёл в русле парацельсианской традиции и его интересовало получение aerial niter и алкагеста. Эти же вопросы он обсуждал во Франкфурте с немецким алхимиком Иоганном Глаубером, признававшим приоритет своего английского коллеги в понимании роли нитрата калия как удобрения. В области экспериментальной алхимии наибольшую известности Дигби принесло изобретение симпатического порошка. Это средство стало развитием идеи «оружейной мази» (лат. unguentum armarium), впервые предложенной в XVI веке Парацельсом. Она действовала по принципу симпатической магии и для исцеления от ран её следовало наносить на оружие, эту рану причинившее. Во второй половине 1610-х годов вопрос об этой мази стал предметом напряжённой полемики между немецким врачом Рудольфом Гоклением младшим и иезуитом Жаном Роберти. Действенность средства сомнений не вызывала, но спорным был вопрос о том, каким образом она обеспечивается, естественным или искусственным, и божественным ли или дьявольским духом передаётся лечебное воздействие. В 1621 году к спору подключился Ян Баптиста ван Гельмонт, заявивший о том, что принцип действия мази основан на астральном магнетизме. Согласно мемуарам, рецепт порошка Дигби узнал в 1622 году во Флоренции от старого кармелитского монаха, вернувшегося из путешествия по Персии, Индии и Китаю. Порошок изготавливался из «зелёного витриоля» (гидратированного сульфата железа). С помощью этого снадобья Дигби вылечил рану своего друга Джеймса Хоуэлла и сумел убедить скептиков в его действенности. Как следует из описания этого случая, сделанного Томасом Фуллером, принцип действия порошка был иной, чем у мази. Когда страдающий от раны Хоуэлл пришёл к Дигби, тот начал свои приготовления с того, что наполнил миску водой и растворил в ней «витриольный порошок». Затем Дигби снял повязку с раненой руки Хоуэлла, поместил в раствор и стал ожидать реакции пациента который, в свою очередь, находясь на некотором удалении, не обращал внимания на процедуру. Как отмечает Фуллер, это являлось доказательством действенности лечения, так как исключало роль воображения пациента. После того, как повязка полностью пропиталась, Хоуэлл почувствовал «приятную свежесть» в руке. После обеда Дигби вытащил повязку и повесил её сушиться к огню, однако немедленно явился слуга Хоуэлла и передал, что его хозяину стало хуже и он чувствует, как «его руку будто припекают углями». Дигби вернул повязку обратно, после чего боли прекратились. Позднее, философ Джон Локк трижды прибегал к симпатическому порошку для лечения ран графа Шафтсбери. Доклад о порошке был заслушан на конференции врачей в Монпелье в 1658 году, после чего неоднократно издавался до 1704 года. После смерти Дигби порошок продолжил продавать его бывший лаборант Джордж Хартманн.
Кенелм Дигби тесно общался с крупнейшими учёными своего времени и был одним из основателей Лондонского королевского общества — он не был в числе тех, кто участвовал в учредительном заседании 28 ноября 1660 года, но вместе с Генри Ольденбургом, Джоном Ивлиным был принят в Общество на следующий день. Дигби стал членом химического комитета Общества и принимал довольно активное участие в его деятельности до конца 1661 года. В январе 1661 года Дигби прочитал доклад «Рассуждение о произрастании растений» («Discourse Concerning the Vegetation of Plants»), в котором первым указал на важность кислорода для жизнедеятельности растений и сформулировал примитивную теорию фотосинтеза. Это наблюдение не было научным в современном понимании, так как Дигби рассматривал явление роста растений в алхимической парадигме: по его мнению, удобрение действует как магнит, притягивая скрытое «питание жизни» из воздуха. В процессе роста растений Дигби видит алхимический и религиозный смысл, наглядно демонстрирующий воскрешение из мёртвых. Это явление для него естественно, и потому вполне познаваемо. Устраняя мистический или божественный аспект, Дигби неявно порывает с парацельсианской традицией, с её принципиальной зависимостью от благодати и отчасти от духовной зрелости отдельного алхимика. Таким образом алхимическая процедура становится воспроизводимой вне зависимости от того, к какой церкви принадлежит экспериментатор. «Рассуждение» стало первой публикацией, формально одобренной Королевским обществом и последней научной работой Дигби.
Множество рецептов на все случаи жизни содержалось в посмертно изданной «Книге тайн» (1682), включая лекарства от водянки, сумасшествия, эпилепсии и рака. Предлагаемые Дигби средства были не во вполне парацельсианском духе, так как основывались на природных, а не химических ингредиентах. Значительное внимание было уделено амулетам: с помощью кровавого камня можно было остановить кровотечение, железное кольцо лечило геморрой, а зуб гиппопотама помогал от судорог. Категорически не рекомендовалось носить мушки во время беременности, и у леди Арундел, не последовавшей этому совету, родилась дочь с родинкой на лбу. Хотя Дигби считается автором поваренной книги «The Closet of the Eminently Learned Sir Kenelme Digbie Kt. Opened» (1669), на самом деле она была издана его слугой на основе его заметок. Эта книга включает, помимо прочего, 104 рецепта мёда, и считается одним из основных источников по английской кухне XVII века.

## Характер и память. Исследования
О внешнем виде Дигби Джон Обри сообщает, что его рост составлял «примерно два ярда», а силы его было достаточно, чтобы поднять взрослого человека вместе с креслом выше своей головы. Современники отмечали чрезвычайное сходство Дигби с его казнённым отцом, и нередко припоминали ему, что он является сыном предателя. За разнообразные достижения антиквар Энтони Вуд назвал его «средоточием всех искусств и наук, или (как кто-то назвал его) украшением нации» («Athenae Oxonienses», 1690). 60 лет спустя эту оценку за ним повторил Джон Пойнтер («Oxoniensis Academia», 1749). Своими современниками Дигби рассматривался как человек эксцентрического характера, в том числе и по причине избранных им тем научных исследований. Врач и писатель  (ум. 1676) называл его «настоящим Плинием наших дней по части вранья» (англ. the very Pliny of our age for lying). Имела место и противоположная оценка: согласно автору наставления для юных джентльменов Генри Пичему («The Compleat Gentleman», 1634), Дигби являл собой пример «благородного и абсолютно законченного джентльмена» (англ. noble and absolutely compleat Gentleman). Несмотря на свою невысокую репутацию как учёного и писателя, Дигби на протяжении трёх столетий является привлекательным объектом биографических и исторических исследований. Для викторианцев сообщаемые Дигби сведения о своей жизни являлись безусловным авторитетом, даже столь неправдоподобные, как случай с Марией Медичи; таков написанный для Кемденовского общества биографический очерк Джона Брюса (1868). Привлекательность Дигби для современных исследователей определяется разнообразием его интересов и широкой сетью его контактов, что позволяет рассматривать его деятельность с разнообразных точек зрения. Если про его старшего современника Афанасия Кирхера (1602—1680) говорили, что он был «последним человеком, который знал всё», то о Дигби английский литературовед Марджори Николсон писала, что «он знал всех, читал всё и был центром бо́льшего количества слухов и сплетен, чем любой из англичан начала [XVII] века».
Кенелм Дигби является прототипом персонажей ряда литературных произведений. В раннем рассказе Натаниэля Готорна «Родимое пятнышко» (1843) Дигби выведен под именем алхимика Альмира, одержимого желанием вывести родинку с щеки своей жены. Он готовит ей снадобье, которое в результате оказывается смертельным. Под своим именем сэр Кенелм упоминается в романе «Алая буква» (1850). Хотя аналогии с обвинениями, выдвинутыми в адрес Дигби после смерти жены, прозрачны, причины, по которым американский писатель XIX века решил обратиться к таким темам, не вполне понятны. В романе Умберто Эко «Остров накануне» (1994) Дигби выведен под именем господина д’Игби, изобретателя «симпатического пороха». Постмодернистская история расследования смерти леди Венеции рассказывается в дебютном романе «Viper Wine» Гермионы Эйр (2014).
Кенел Дигби не был обделён вниманием биографов. Основные вехи его жизни перечислены в статье Национального биографического словаря (1888). Первое крупное жизнеописание, вышедшее из под пера его родственника Томаса Лонгвиля в 1896 году (T. Longueville, «Sir Kenelm Digby»), являлось пересказам мемуаров нашего героя. Исследование Э. Блая (E. W. Bligh) «Sir Kenelm Digby and his Venetia» (1936) рассматривало прежде всего отношения Дигби с его женой. Монографию Р. Петерсона «Sir Kenelm Digby, Ornament of England» (1956) критиковали за фактические неточности. В серии статей 1942 года литературовед Уолтер Хаутон в целом принял тезис Пичема о культурном феномене английских «виртуозов» — Пичем определял их как знатоков всякого рода древностей, например, драгоценных статуй, — и согласился с тем, что Дигби был одним из виднейших представителей этой плеяды джентльменов-антикваров. Восстановление научной репутации Дигби началось в 1930-е года, когда на биологические теории «Двух трактатов» обратил внимание физиолог Джон Фултон. В 1971—1974 годах в серии статей Бетти Доббс проанализировала алхимический аспект деятельности Дигби. В этом исследовании жизнь и труды учёного были показаны как репрезентативные для периода Научной революции XVII века. По замечанию Б. Доббс, в своих астрономических воззрениях Дигби был архаичен, в теории материи и химии был на уровне своей эпохи, а в биологии обогнал своё время. О том, что в условиях науки первой половины XVII века, когда знание было ещё не дифференцированным и не специализированным, такие «виртуозы» как Дигби могли играть важную роль писал в 1988 автор первой современной биографии Дигби Майкл Фостер. В 1991 году был издан каталог частной коллекции, посвящённой сэру Кенелму, состоящей из 272 позиций — картин, документов, редких изданий. Несколько статей и даже объёмную монографию посвятил в 2010-х годах экспедиции в Средиземное море Джо Мошенска.

### Сочинения Кенелма Дигби
- Private Memoirs Of Sir Kenelm Digby, Gentleman Of The Bedchamber To King Charles The First Written by Himself. — London : Saunders and Autley, Conduit Street, 1827. — 328 p.
- Journal of a Voyage Into the Mediterranean by Sir Kenelm Digby / Ed. by John Bruce. — 1868. — 106 p.
- The closet of Sir Kenelm Digby, knight, opened / Ed. by Anne Macdonell. — London, 1910. — 291 p.
- Digby K. The Closet of Sir Kenelm Digby Knight Opened. — tredition, 2013. — 243 p. — ISBN 978-3-8472-0598-2.
- Kenelm Digby's Two Treatises / Edited and with Introduction by Paul S. MacDonald. — The Gresham Press, 2013. — 554 p. — ISBN 978-1-291-50922-9.

### Исследования
- Andrews K. R. Ships, Money and Politics: Seafaring and Naval Enterprise in the Reign of Charles I. — Cambridge University Press, 1991. — 240 p. — ISBN 0 521 40116 X.
- Blank A. Composite Substance, Common Notions, and Kenelm Digby’s Theory of Animal Generation // Science in Context. — 2007. — Vol. 20, № 1. — P. 1—20. — doi:10.1017/S0269889706001116.
- Digby H. M. Sir Kenelm Digby and George Digby, Earl of Bristol. — 1912, London. — 286 p.
- Dobbs B. J. Studies in the Natural Philosophy of Sir Kennelm Digby // Ambix. — 1971. — Vol. XVIII. — P. 1—25.
- Dobbs B. J. Studies in the Natural Philosophy of Sir Kennelm Digby — III // Ambix. — 1974. — Vol. XXI. — P. 1—28.
- Cope J. I. Sir Kenelm Digby's rewritings of his life // Writing and Political Engagement in Seventeenth-Century England. — 1999. — P. 52—68.
- Foster M. Sir Kenelm Digby (1603-65) as Man of Religion and Thinker — I Intellectual Formation // The Downside Review. — 1988a. — Vol. 106, no. 362. — P. 35—58. — doi:10.1177/001258068810636203.
- Foster M. Sir Kenelm Digby (1603-65) as Man of Religion and Thinker — II // The Downside Review. — 1988b. — Vol. 106, no. 363. — P. 101—125. — doi:10.1177/001258068810636303.
- Fulton J. F. Sir Kenelm Digby, F. R. S. (1603-1665) // Journal of the History of Science. — 1960. — Vol. 15, no. 1. — P. 199—210. — doi:10.1098/rsnr.1960.0019.
- Janacek B. Catholic Natural Philosophy: Alchemy and the Revivification of Sir Kenelm Digby // Rethinking the Scientific Revolution. — 2000. — P. 89—118.
- Janacek B. Alchemical Belief. — Penn State University Press, 2011. — 222 p. — (Magic in History).
- Henry J. Atomism and Eschatology: Catholicism and Natural Philosophy in the Interregnum // The British Journal for the History of Science. — 1982. — Vol. 15, № 3. — P. 211—239. — JSTOR 4026219.
- Llewellyn M. «Cease Thy Wanton Lust»: Thomas Randolph's Elegy, The Cult of Venetia, Thomas Randolph’s elegy and the Possibilities of Classical Sex // «And Never Know the Joy». Sex and the Erotic in English Poetry. — 2006. — P. 89—106.
- Martin M. Literature and the Encounter with God in Post-Reformation England. — Ashgate, 2014. — 221 p. — ISBN 9781472432681.
- Moshenska J. Sir Kenelm Digby’s Interruptions: Piracy and Lived Romance in the 1620s // Studies in Philology. — 2016a. — Vol. 113, № 2. — P. 424—483.
- Moshenska J. A Stain in the Blood: The Remarkable Voyage of Sir Kenelm Digby. — Heinemann, 2016b. — ISBN 978-0434022892.
- Moshenska J. A Stain in the Blood The Remarkable Voyage of Sir Kenelm Digby. — Random House, 2016b. — 576 p. — ISBN 0434022896.
- Newman W. R. Prometean Ambitions. Alchemy and the Quest to Perfect Nature. — The University of Chicago Press, 2004. — 332 p. — ISBN 0-226-57524-1.
- S. L. L. Digby, Sir Kenelm // Dictionary of National Biography. — 1888. — Vol. XV. — P. 60—66.
- Principe L. M. Sir Kenelm Digby and His Alchemical Circle in 1650s Paris: Newly Discovered Manuscripts // Ambix. — 2013. — Vol. 60, № 1. — P. 3—24.
- Rubin D. Sir Kenelm Digby F. R. S. 1603—1665. A bibliography based on the collection of K. Garth Huston, SR., M. D.. — 1991. — 130 p. — ISBN 0-930405-29-3.
- Sharrock R. Modes of Self-Representation: Herbert of Cherbury, Kenelm Digby, Pepys // The Seventeenth Century. — 1988. — Vol. 3, no. 1. — P. 1—16. — doi:10.1080/0268117X.1988.10555272.
- Thomas R. D. Digby: the Gunpowder Plotter's Legacy. — London : Janus Publishing Company, 2001. — 296 p. — ISBN 1 85756 520 7.